# Svitmärke
I en kortlek är ett svitmärke en symbol som representerar en färg. Exempelvis representeras färgen Klöver av en stiliserad ekollonklase i svart (♣). Antal svitmärken på ett nummerkort avgör dess valör.